# 地平線 西域禁地
《地平線 西域禁地》（副标题又译作）是由Guerrilla Games開發並由索尼互動娛樂發行在PlayStation 4及PlayStation 5平台的動作角色扮演遊戲，發售日期由原定2021年年末假期，延後至2022年2月18日。面向PlayStation 5的完整版于2023年10月4日推出，并于2024年3月21日于Windows推出。

## 設定與背景
游戏劇情承接前作《地平線 黎明時分》（下稱《黎明時分》），講述主角女獵人亞蘿伊（Aloy）在三十一世紀的末世後開放世界的歷險故事。本作中亞蘿伊會走訪加利福尼亞州、犹他州及内华达州等美国西部地区，並會遇上不同的敵人。

### 故事
摧毀黑底斯後，亞蘿伊離開子午城前往各地尋找人工智能「蓋婭」的備份，希望扭轉地球生物圈退化所造成的影響。亞蘿伊與其友華爾搜索了舊日世界專門從事太空殖民的遠峰公司設施，可惜找到的只是伊莉莎白·索貝克博士及其助手為防遠峰偷竊蓋婭而留下的邏輯炸彈。由於找不到分毫線索，於是華爾建議追蹤賽倫斯。回到子午城，亞蘿伊調查了該處的尖塔，發現賽倫斯竟然偷走了黑底斯。賽倫斯聯繫亞蘿伊，他表示願意分享黑底斯隱藏的寶貴知識，並邀請她在西域禁地碰面。卡爾加人警告亞蘿伊，指西域禁地由提那科族掌控。亞蘿伊進入西域禁地，發現提那科族正處於內戰。提那科族酋長赫卡羅提倡與卡爾加人和平共存，但叛軍首領雷加拉對此不滿，執意繼續對抗卡爾加人。亞蘿伊跟隨賽倫斯的蹤跡，前往開發黑底斯的設施，到達後發現它已嚴重受損。由於大部分內存文件已損壞，亞蘿伊永久刪除了黑底斯。接著，亞蘿伊在設施內找到缺少了從屬函式的蓋婭備份，於是她打算前往各地找回相關函式來把蓋婭恢復至完整形態，並成功定位「米諾娃」。突然，一群使用未來科技的入侵者進入設施，隨行的索貝克複製人取得另一個蓋婭備份，並發現亞蘿伊。入侵者的首領指派同伴艾瑞克除掉亞蘿伊，後者僥倖逃脫。
華爾把昏迷的亞蘿伊帶到烏塔魯族的地盤，墓詠者佐沃引導亞蘿伊至附近的煉鑄廠，而該處是米諾娃的藏身地。獲取米諾娃並使其與蓋婭合併後，後者成功啟動，並為亞蘿伊標示「乙太」、「狄米特爾」、「波賽頓」的位置，但指另外三個函式「阿波羅」、「阿提米絲」、「以露西亞」失去蹤影。蓋婭建議亞蘿伊先找到乙太、狄米特爾、波賽頓，然後再嘗試捕獲赫菲斯托斯，因為它在獲得自由後發生了重大變化。蓋婭還揭示喚醒黑底斯的滅絕訊號源於天狼星系，亞蘿伊猜測當時遠峰殖民船奧德賽成功抵達目的地，但為了掩飾此事而假裝任務失敗，當時帶著複製人的入侵者則是遠峰人的後裔。到達乙太的所在地後，亞蘿伊與赫卡羅等人對抗叛軍，獲得赫卡羅的首肯後成功奪回它。蓋婭隨後收到求救信號，亞蘿伊等人前往調查，並在該處發現名為貝塔的索貝克複製人。貝塔表示遠峰人已經奪得阿波羅、阿提米絲、以露西亞，但她設法竊取了他們的蓋婭備份並逃脫。她又推翻亞蘿伊的猜測，指這群遠峰人與千年前在「法羅機瘟」期間逃離地球的那批是同一群人，他們使用了各類科技來延長其自然壽命。由於天狼星殖民地滅亡，遠峰人重回地球尋找蓋婭以便抹除所有生命重新殖民，他們又在航行期間創造貝塔。
在拉斯維加斯的廢墟找回波賽頓後，亞蘿伊接著前往加利福尼亞尋找狄米特爾。亞蘿伊遇到來自太平洋彼岸的昆恩族，他們越洋來到此地希望找到有助解決家鄉生態危機的資料數據。亞蘿伊與昆恩族的先導者艾娃同行，在尋找狄米特爾期間幫助她獲得相關數據。蓋婭隨後給出捕獲赫菲斯托斯的方法，但需要法羅的歐米加權限。亞蘿伊前往三藩市廢墟，在昆恩族及其首領希伊歐的幫助下尋找法羅的地堡，希伊歐更自稱是法羅的化身。進入地堡後，亞蘿伊一行人發現法羅在過去千年間透過基因療法設法讓自己活下來，但同時突變並變得不似人型。驚恐萬分的希伊歐下令燒毀法羅，但無意觸發失效安全裝置，摧毀了地堡。亞蘿伊和艾娃逃脫，希伊歐則被倒塌的法羅雕像壓斃。獲得歐米加權限後，亞蘿伊一行人把蓋婭帶往雙子宮煉鑄廠以誘捕赫菲斯托斯。捕獲成功後，遠峰首領傑拉德及其手下艾瑞克和媞爾達突入煉鑄廠，殺死華爾並帶走蓋婭和貝塔，但媞爾達卻幫助亞蘿伊逃脫。媞爾達解釋自己曾經是索貝克的朋友，被亞蘿伊的所作所為啟發，希望幫助亞蘿伊並阻止遠峰。媞爾達又指賽倫斯支持叛軍以便利用他們來對抗遠峰，她們則可藉此分散遠峰人的注意力來奪回蓋婭。亞蘿伊拒絕犧牲提那科人，打敗了雷加拉（此時可選擇處決或說服她加入），並強迫賽倫斯與她合作。
亞蘿伊一行人突襲遠峰基地，假如玩家此前說服雷加拉加入，她則會在此時為保亞蘿伊而犧牲自己。貝塔釋放赫菲斯托斯至遠峰的電腦網絡內，使它可以生產對抗遠峰部隊的機械人。賽倫斯使用特殊設備使遠峰人的防護罩失靈，亞蘿伊和佐沃趁機殺死艾瑞克以祭華爾在天之靈。媞爾達殺死傑拉德，此時亞蘿伊和貝塔亦發現遠峰人的天狼星殖民地是被「涅墨西斯」摧毀，而非自然災害。媞爾達指涅墨西斯是失控的人工智能，是遠峰人把意識數位化後的產物，雖然實驗失敗但成果未被刪除，若干年後它突破封鎖並掌控殖民地的打印設施，把遠峰人趕盡殺絕。涅墨西斯又向地球發送滅絕訊號，現時更正在前往地球。遠峰人實際上是在逃離涅墨西斯的追殺，並希望竊取蓋婭來殖民一個涅墨西斯無法觸及的新星球。媞爾達又承認自己深愛伊莉莎白，後悔讓她死在地球上，因此試圖強迫亞蘿伊登上奧德賽並一同逃離。亞蘿伊拒絕放棄地球，並殺死了媞爾達。賽倫斯透露黑底斯告訴他有關涅墨西斯的事，他一度打算偷走奧德賽和阿波羅逃離地球，但他現時改變主意，決定留下來幫助亞蘿伊。事件告一段落後，亞蘿伊的同伴前往各地傳播涅墨西斯正前往地球一事，亞蘿伊和貝塔則重新啓動蓋婭。

## 開發
游戏最初于2020年6月的索尼PlayStation 5网络发布会上压轴公布；稍后索尼宣布游戏也将会登陆PlayStation 4平台。在2021年5月份的遊戲直播發佈節目「State of Play」中，揭露開發中的新作PS5遊戲的畫面及其遊戲系統，本作將預定年內發售其後宣佈延至2022年。於同年8月的gamescom2021前夜祭的直播節目中，正式宣佈延至2022年2月18日發售，同時進一步確定除了PS5亦有PS4的遊戲版本詳情介紹。

## 反響

### 評價
| 汇总媒体   | 得分                    |
| ---------- | ----------------------- |
| Metacritic | PS5: 88/100 PS4: 83/100 |

| 媒体            | 得分    |
| --------------- | ------- |
| Destructoid     | 8.5/10  |
| Easy Allies     | 9/10    |
| 电子游戏月刊    | [ 13 ]  |
| Game Informer   | 9.25/10 |
| Game Revolution | [ 15 ]  |
| GamesRadar+     | [ 16 ]  |
| GameSpot        | 8/10    |
| HardcoreGamer   | 4/5     |
| IGN             | 9/10    |
| Push Square     | [ 20 ]  |
| Shacknews       | 9/10    |
| 衛報            | [ 22 ]  |
| VG247           | [ 23 ]  |
| VideoGamer.com  | 8/10    |

### 獎項與榮譽
| 年份 | 獎項     | 類別                | 獲獎者/獲提名者     | 結果 | 參考資料      |
| ---- | -------- | ------------------- | ------------------- | ---- | ------------- |
| 2022 | 金摇杆奖 | 終極年度遊戲        | 《地平線 西域禁地》 | 提名 | [ 25 ] [ 26 ] |
| 2022 | 金摇杆奖 | 最佳敘事            | 《地平線 西域禁地》 | 獲獎 | [ 25 ] [ 26 ] |
| 2022 | 金摇杆奖 | 最佳視覺設計        | 《地平線 西域禁地》 | 提名 | [ 25 ] [ 26 ] |
| 2022 | 金摇杆奖 | 最佳PlayStation遊戲 | 《地平線 西域禁地》 | 提名 | [ 25 ] [ 26 ] |
| 2022 | 遊戲大獎 | 年度遊戲            | 《地平線 西域禁地》 | 提名 | [ 27 ]        |
| 2022 | 遊戲大獎 | 最佳遊戲指導        | 《地平線 西域禁地》 | 提名 | [ 27 ]        |
| 2022 | 遊戲大獎 | 最佳敘事            | 《地平線 西域禁地》 | 提名 | [ 27 ]        |
| 2022 | 遊戲大獎 | 最佳美術設計        | 《地平線 西域禁地》 | 提名 | [ 27 ]        |
| 2022 | 遊戲大獎 | 最佳音效/聲效設計   | 《地平線 西域禁地》 | 提名 | [ 27 ]        |
| 2022 | 遊戲大獎 | 最佳演出            | Ashly Burch         | 提名 | [ 27 ]        |
| 2022 | 遊戲大獎 | 最佳動作/冒險遊戲   | 《地平線 西域禁地》 | 提名 | [ 27 ]        |